# Episodi di Chance (prima stagione)
La prima stagione della serie televisiva Chance, composta da 10 episodi, è stata pubblicata in prima visione negli Stati Uniti da Hulu dal 19 ottobre al 14 dicembre 2016.
In Italia la stagione verrà interamente pubblicata il 6 dicembre 2017 su Infinity TV.
| nº | Titolo originale                   | Titolo italiano                   | Pubblicazione USA | Pubblicazione Italia |
| -- | ---------------------------------- | --------------------------------- | ----------------- | -------------------- |
| 1  | The Summer of Love                 | L'estate dell'amore               | 19 ottobre 2016   | 6 dicembre 2017      |
| 2  | The Axiom of Choice                | L'assioma della scelta            | 19 ottobre 2016   | 6 dicembre 2017      |
| 3  | Hiring It Done                     | L'ingaggio                        | 26 ottobre 2016   | 6 dicembre 2017      |
| 4  | The Mad Doctor                     | Il dottor pazzo                   | 2 novembre 2016   | 6 dicembre 2017      |
| 5  | A Still Point in the Turning World | Un mondo fermo nel mondo che gira | 9 novembre 2016   | 6 dicembre 2017      |
| 6  | The Unflinching Spark              | Un'inarrestabile scintilla        | 16 novembre 2016  | 6 dicembre 2017      |
| 7  | Unlocking Your Hidden Powers       | Risveglia i tuoi poteri nascosti  | 23 novembre 2016  | 6 dicembre 2017      |
| 8  | The House of Space and Time        | La casa dello spazio e del tempo  | 30 novembre 2016  | 6 dicembre 2017      |
| 9  | Camera Obscura                     | Camera oscura                     | 7 dicembre 2016   | 6 dicembre 2017      |
| 10 | Fluid Management                   | Gestione dei fluidi               | 14 dicembre 2016  | 6 dicembre 2017      |

## L'estate dell'amore
- Titolo originale: The Summer of Love
- Diretto da: Lenny Abrahamson
- Scritto da: Alexandra Cunningham e Kem Nunn

## L'assioma della scelta
- Titolo originale: The Axiom of Choice
- Diretto da: Lenny Abrahamson
- Scritto da: Alexandra Cunningham

## L'ingaggio
- Titolo originale: Hiring It Done
- Diretto da: Michael Lehmann
- Scritto da: Alexandra Cunningham e Kem Nunn

## Il dottor Pazzo
- Titolo originale: The Mad Doctor
- Diretto da: Carl Franklin
- Scritto da: Alexandra Cunningham, Kem Nunn

## Un punto fermo nel mondo che gira
- Titolo originale: A Still Point in the Turning World
- Diretto da: Roxann Dawson
- Scritto da: Alexandra Cunningham e Kem Nunn